# Tyskland i Eurovision Song Contest 2012
Tyskland deltog i Eurovision Song Contest 2012 i Baku i Azerbajdzjan. De valde både artist och sång genom sin nationella uttagning Unser Star für Baku.

## Unser Star für Baku
Den 22 juni 2011 avslöjades de första planerna för den tyska uttagningen som vem som helst kunde ansöka till. Den första audition hölls den 29 september i Köln. Den sista audition hölls den 26 november i Hannover. Hela uppläggningen för programmet presenterades den 25 november. Uttagningen skulle bestå av åtta program mellan den 12 januari 2012 och den 16 februari samma år. Totalt 20 sångare hade valts ut från audition till att delta. Värdar för programmet skulle vara Sandra Riess och Steven Gätjen. En jury bestående av Thomas D, Alina Süggeler och Stefan Raab gav expertkommentarer om varje framträdande.
I de två första tävlingarna deltog 10 artister i varje och 5 tog sig vidare till nästa omgång. Från och med den tredje tävlingen åkte de kvarvarande artisterna ut en efter en fram till finalen.

### Avsnitt 1
Det första avsnittet sändes den 12 januari och bestod av framträdanden från 10 artister. De 5 som gick vidare var Shelly, Roman, Céline, Leonie och Katja.
| [ 5 ] | Artist          | Framförd sång        | Originalartist     | Plats |
| ----- | --------------- | -------------------- | ------------------ | ----- |
| 1     | Katja Petri     | "Marry You"          | Bruno Mars         | 5     |
| 2     | Jan Verweij     | "Closer to the Edge" | 30 Seconds to Mars | 10    |
| 3     | Leonie Burgmer  | "Stronger Than Me"   | Amy Winehouse      | 4     |
| 4     | Yasmin Gueroui  | "Not Fair"           | Lily Allen         | 8     |
| 5     | Kai Nötting     | "More"               | Usher              | 6     |
| 6     | Shelly Phillips | "Valerie"            | The Zutons         | 1     |
| 7     | Salih Özcan     | "Señorita"           | Justin Timberlake  | 9     |
| 8     | Céline Huber    | "Beautiful Disaster" | Kelly Clarkson     | 3     |
| 9     | Jil Rock        | "Moves Like Jagger"  | Maroon 5           | 7     |
| 10    | Roman Lob       | "After Tonight"      | Justin Nozuka      | 2     |

### Avsnitt 2
Det andra avsnittet sändes den 19 januari och bestod av framträdanden från 10 artister. De 5 som gick vidare var Rachel, Yana, Sebastian, Umut och Ornella.
| [ 11 ] | Artist              | Framförd sång     | Originalartist | Plats |
| ------ | ------------------- | ----------------- | -------------- | ----- |
| 1      | Andrew Fischer      | "Tears In Heaven" | Eric Clapton   | 7     |
| 2      | Polly Zeiler        | "Grenade"         | Bruno Mars     | 10    |
| 3      | Sebastian Dey       | "This Love"       | Maroon 5       | 3     |
| 4      | Jörg Müller-Lornsen | "Maybe Tomorrow"  | Stereophonics  | 9     |
| 5      | Ornella de Santis   | "Slow Motion"     | Karin Pasian   | 5     |
| 6      | Rachel Scharnberg   | "My Baby Left Me" | Rox            | 1     |
| 7      | Tina Sander         | "Geronimo"        | Aura Dione     | 8     |
| 8      | Umut Anil           | "Straight Up"     | Paula Abdul    | 4     |
| 9      | Yana Gercke         | "Price Tag"       | Jessie J       | 2     |
| 10     | Vera Reissmüller    | "Fooled Me Again" | Lady Gaga      | 6     |

### Avsnitt 3
Det tredje avsnittet sändes den 26 januari och bestod av framträdanden från 10 kvarvarande artister. De 2 som blev utslagna var Rachel och Leonie.
| [ 13 ] | Artist            | Framförd sång                | Originalartist     | Plats |
| ------ | ----------------- | ---------------------------- | ------------------ | ----- |
| 1      | Rachel Scharnberg | "Like a Star"                | Corinne Bailey Rae | 10    |
| 2      | Leonie Burgmer    | "I Love Your Smile"          | Charlie Winston    | 9     |
| 3      | Sebastian Dey     | "Amnesie"                    | Sebastian Dey      | 5     |
| 4      | Katja Petri       | "Lego House"                 | Ed Sheeran         | 8     |
| 5      | Umut Anil         | "Weitergehen"                | Tim Bendzko        | 7     |
| 6      | Céline Huber      | "How Come You Don't Call Me" | Alicia Keys        | 2     |
| 7      | Ornella de Santis | "I Want You Back"            | The Jackson Five   | 3     |
| 8      | Shelly Phillips   | "Fuck You!"                  | Cee Lo             | 6     |
| 9      | Yana Gercke       | "Roxanne"                    | The Police         | 4     |
| 10     | Roman Lob         | "Easy"                       | The Commodores     | 1     |

### Avsnitt 4
Det fjärde avsnittet sändes den 2 februari och bestod av framträdanden från 8 kvarvarande artister. De 2 som blev utslagna var Umut och Sebastian.
| [ 16 ] | Artist            | Framförd sång                | Originalartist         | Plats |
| ------ | ----------------- | ---------------------------- | ---------------------- | ----- |
| 1      | Sebastian Dey     | "Hey, Hey, Hey"              | Sebastian Dey          | 8     |
| 2      | Katja Petri       | "The '59 Sound"              | The Gaslight Anthem    | 6     |
| 3      | Céline Huber      | "Right to Be Wrong"          | Joss Stone             | 5     |
| 4      | Umut Anil         | "Someone Like You"           | Adele                  | 7     |
| 5      | Shelly Phillips   | "Waterfalls"                 | TLC                    | 4     |
| 6      | Ornella de Santis | "Try"                        | Nelly Furtado          | 3     |
| 7      | Yana Gercke       | "Titanium"                   | David Guetta feat. Sia | 2     |
| 8      | Roman Lob         | "Drops of Jupiter (Tell Me)" | Train                  | 1     |

### Avsnitt 5
Det femte avsnittet sändes den 6 februari och bestod av framträdanden från 6 kvarvarande artister. Den som blev utslagen var Céline.
|   | Artist            | Framförd sång                     | Originalartist | Plats |
| - | ----------------- | --------------------------------- | -------------- | ----- |
| 1 | Katja Petri       | "Certain Someone"                 | Katja Petri    | 4     |
| 2 | Ornella de Santis | "You Are The Sunshine Of My Life" | Stevie Wonder  | 5     |
| 3 | Céline Huber      | "Russian Roulette"                | Rihanna        | 6     |
| 4 | Shelly Phillips   | "I Try"                           | Macy Gray      | 2     |
| 5 | Yana Gercke       | "We Found Love"                   | Rihanna        | 3     |
| 6 | Roman Lob         | "Drive"                           | Incubus        | 1     |

### Avsnitt 6 (Kvartsfinal)
Det sjätte avsnittet sändes den 9 februari och bestod av framträdanden från 5 kvarvarande artister. Den som blev utslagen var Katja.
|      | Artist            | Framförd sång                                    | Originalartist           | Plats |
| ---- | ----------------- | ------------------------------------------------ | ------------------------ | ----- |
| 1 6  | Katja Petri       | "All You Wanted" "Stay"                          | Michelle Branch Hurts    | 5     |
| 2 7  | Ornella de Santis | "I'll Be There" "Love The Way You Lie (Part II)" | The Jackson Five Rihanna | 3     |
| 3 8  | Shelly Phillips   | "Can't Take My Eyes Off You" "Have It All"       | Lauryn Hill Jeremy Kay   | 4     |
| 4 9  | Yana Gercke       | "Who Knew" "Talking to the Moon"                 | P!nk Bruno Mars          | 2     |
| 5 10 | Roman Lob         | "You Give Me Something" "Day by Day"             | James Morrison Roman Lob | 1     |

### Avsnitt 7 (Semifinal)
Det sjunde avsnittet sändes den 13 februari och bestod av framträdanden från 4 kvarvarande artister. Efter att varje artist gjort varsit framträdande åkte en ut. Den som åkte ut var Shelly. De tre kvarvarande artisterna framförde därefter ytterligare en låt. De två artister som tog sig till finalen var Roman och Ornella.
| [ 21 ] | Artist            | Framförd sång                             | Originalartist                | Plats |
| ------ | ----------------- | ----------------------------------------- | ----------------------------- | ----- |
| 1      | Shelly Phillips   | "Das Astronautenlied"                     | Shelly Phillips               | 4     |
| 2 5    | Ornella de Santis | "Eu Vou Ser Mais Eu" "If I Ain't Got You" | Ornella de Santis Alicia Keys | 3 2   |
| 3 6    | Yana Gercke       | "Rolling in the Deep" "Skyscraper"        | Adele Demi Lovato             | 2 3   |
| 4 7    | Roman Lob         | "Bad Day" "Use Somebody"                  | Daniel Powter Kings of Leon   | 1     |

### Avsnitt 8 (Final)
Det åttonde avsnittet, finalen i Unser Star für Baku, sändes den 16 februari. För första gången framfördes inte covers eller egenskrivna låtar men istället fyra olika bidrag som skulle kunna bli Tysklands bidrag i Baku. Roman och Ornella framförde första två olika låtar, "Conflicted" respektive "Quietly". Efter det framförde båda två låtarna "Alone" och "Standing Still" fast annorlunda versioner av samma låt. Ett av varje artists framträdande gick sedan vidare till superfinalen.
| [ 24 ] | Artist            | Sång             | Låtskrivare                              |
| ------ | ----------------- | ---------------- | ---------------------------------------- |
| 1      | Roman Lob         | "Conflicted"     | Martin Mulholland                        |
| 2      | Ornella de Santis | "Quietly"        | Alex Geringas, Liz Vidal, Guy Roche      |
| 3      | Roman Lob         | "Alone"          | Gary Go, Emanuel Kiriakou                |
| 4      | Ornella de Santis | "Alone"          | Gary Go, Emanuel Kiriakou                |
| 5      | Roman Lob         | "Standing Still" | Steve Robson, Jamie Cullum, Wayne Hector |
| 6      | Ornella de Santis | "Standing Still" | Steve Robson, Jamie Cullum, Wayne Hector |

#### Superfinalen
Till superfinalen tog sig Roman vidare med sin version av "Standing Still" och Ornella med "Quietly". Vinnare blev Roman Lob med låten "Standing Still". Han hade då vunnit alla uttagningens tävlingar som han deltagit i utom den första.
|   | Artist            | Sång             | Telefonröster | Plats |
| - | ----------------- | ---------------- | ------------- | ----- |
| 1 | Ornella de Santis | "Quietly"        | 49,3%         | 2     |
| 2 | Roman Lob         | "Standing Still" | 50,7%         | 1     |

## Vid Eurovision
Tyskland deltog i finalen den 26 maj. Där hade de startnummer 20. De hamnade på 8:e plats med 110 poäng. Tyskland fick poäng från 21 av de 41 röstande länderna. De fick ingen tolvpoängare men fem tiopoängare. De länder som gav 10 poäng till det tyska bidraget var Portugal, Estland, Danmark, Ungern och Irland.
Tyskland röstade i den andra semifinalen den 24 maj.